# Richard Henrion
Richard Henrion (* 9. März 1854 in Artern; † 9. Januar 1940 in Stettin) war ein deutscher Komponist und Militärkapellmeister.

## Leben
Henrion stammte aus einer Schauspielerfamilie. Mit 15 Jahren wurde er dem Stadtmusikdirektor von Seehausen in die Lehre gegeben. 1874 kam er zur Militärmusik nach Magdeburg, wo er bei Gustav Rebling lernte. Nach Stationen als Militärmusiker in Brandenburg, Metz und Prenzlau wurde er 1897 Leiter des Musikkorps des Grenadier-Regiments „König Friedrich Wilhelm IV.“ (1. Pommersches) Nr. 2 in Stettin. In Stettin blieb er bis zu seinem Lebensende, hier wurde er 1914 zum Königlichen Musikdirektor ernannt und schied 1920 aus dem Militärdienst aus. Zu Henrions Zeit spielte die Militärmusik oftmals öffentliche Konzerte. So leitete er im Sommer Gartenkonzerte, im Winter gab er Konzerte in Zusammenarbeit mit dem Stettiner Musikverein unter Carl Adolf Lorenz.

Aufnahme der Beka vom September 1904 mit dem Fehrbelliner Reitermarsch

Henrion verfasste über 350 Kompositionen, darunter über 100 Märsche. Bekannt ist er vor allem für vier 1893 komponierte Fanfarenmärsche, darunter den Fehrbelliner Reitermarsch. Auf die Melodie dieses letzteren Stückes wurde – insbesondere seit dem Ende des Deutschen Kaiserreiches 1918 – häufig der Text „Wir wollen unsern alten Kaiser Wilhelm wiederhaben“ gesungen. In dieser Form zum Gassenhauer geworden, symbolisierte die Melodie sowohl einen nostalgisch-verklärenden als auch einen kritisch-ironischen Umgang mit der „guten alten Zeit“.